# Gondi, Hangal
Gondi là một làng thuộc tehsil Hangal, huyện Haveri, bang Karnataka, Ấn Độ.